# Endino
Endino es una montaña situada en la divisoria entre los municipios cántabros de Hermandad de Campoo de Suso y de Valdeolea, en la Sierra de Híjar (España). Mide 1548 metros de altitud. En parte destacada del monte, pero no en la más alta, hay un vértice geodésico que marca una altitud de 1495,70 m s. n. m. en la base del pilar. Se puede llegar desde Olea directamente o desde un punto de la carretera, a 6 kilómetros en dirección a Reinosa. Un hayedo ocupa la ladera norte del monte Endino.